# EF English Proficiency Index
| (> 599) Dominio muy alto (599 – 550) Dominio alto (549 – 500) Dominio moderado | (499 – 450) Dominio bajo (< 450) Dominio muy bajo No incluido en el informe |

Nivel de dominio del idioma inglés en el mundo según el índice EF EPI de 2024.

El EF English Proficiency Index (EF EPI por sus siglas en inglés, traducido en español como índice de nivel de inglés de EF) es un ranking mundial que clasifica a los países por su nivel de dominio del idioma inglés como lengua extranjera. El índice fue creado por la compañía EF Education First basándose en los datos recopilados a través de sus test de inglés como el EF Standard English Test (EF SET). La primera edición se apoyó en una encuesta en línea publicada por primera vez en 2011 tomando como fuente de información la base de datos de EF que contaba con unas 1,7 millones de personas examinadas. La edición más reciente es la décima, publicada en 2020.

## Metodología
La décima edición fue calculada usando los datos de 2,2 millones de examinados autoseleccionados en 2019. Un total de 98 países y 2 territorios aparecen en el índice de 2020. Para ser incluido, un país debe tener al menos 400 participantes.

## Informe
El informe consta de una tabla de clasificación, varias páginas de análisis con gráficos que correlacionan otros factores socioeconómicos con el dominio del inglés y clasificaciones de cada región o continente. El informe de 2020 incluye niveles de dominio de inglés por edad, sexo, grupo y región entre países y algunas ciudades. El sitio web despliega partes del informe y contiene un análisis del nivel de inglés en muchos países y territorios.

### Conclusiones primarias
- Las exportaciones per cápita, el producto nacional bruto (PNB) y la I+D+I (investigación, desarrollo e innovación) se correlacionan positivamente con un alto nivel de inglés.[8]
- Los niveles de dominio de inglés evolucionan a ritmos diferentes en diferentes países, incluidos algunos países con un dominio de inglés en declive.[9]
- Europa en su conjunto tiene los niveles de inglés más altos, mientras que Medio Oriente los más bajos.[10]
- En promedio, las mujeres hablan inglés mejor que los hombres.[11]

## Índice de 2020
| Índice 2020 | País                 | Puntuación | Nivel de dominio del inglés |
| ----------- | -------------------- | ---------- | --------------------------- |
| 1           | Países Bajos         | 652        | Muy alto                    |
| 2           | Dinamarca            | 632        | Muy alto                    |
| 3           | Finlandia            | 631        | Muy alto                    |
| 4           | Suecia               | 625        | Muy alto                    |
| 5           | Noruega              | 624        | Muy alto                    |
| 6           | Austria              | 623        | Muy alto                    |
| 7           | Portugal             | 618        | Muy alto                    |
| 8           | Alemania             | 616        | Muy alto                    |
| 9           | Bélgica              | 612        | Muy alto                    |
| 10          | Singapur             | 611        | Muy alto                    |
| 11          | Luxemburgo           | 610        | Muy alto                    |
| 12          | Nigeria              | 607        | Muy alto                    |
| 12          | Sudáfrica            | 607        | Muy alto                    |
| 13          | Croacia              | 599        | Alto                        |
| 14          | Hungría              | 598        | Alto                        |
| 15          | Serbia               | 597        | Alto                        |
| 16          | Polonia              | 596        | Alto                        |
| 17          | Rumania              | 589        | Alto                        |
| 18          | Suiza                | 588        | Alto                        |
| 19          | República Checa      | 580        | Alto                        |
| 20          | Bulgaria             | 579        | Alto                        |
| 21          | Grecia               | 578        | Alto                        |
| 22          | Kenia                | 577        | Alto                        |
| 22          | Eslovaquia           | 577        | Alto                        |
| 24          | Lituania             | 570        | Alto                        |
| 25          | Argentina            | 566        | Alto                        |
| 25          | Estonia              | 566        | Alto                        |
| 27          | Filipinas            | 571        | Alto                        |
| 28          | Francia              | 559        | Alto                        |
| 29          | Letonia              | 555        | Alto                        |
| 30          | Italia               | 547        | Moderado                    |
| 30          | Malasia              | 547        | Moderado                    |
| 32          | Corea del Sur        | 545        | Moderado                    |
| 33          | Hong Kong            | 542        | Moderado                    |
| 34          | España               | 537        | Moderado                    |
| 36          | Costa Rica           | 530        | Moderado                    |
| 37          | Chile                | 523        | Moderado                    |
| 38          | China                | 520        | Moderado                    |
| 39          | Paraguay             | 517        | Moderado                    |
| 40          | Bielorrusia          | 513        | Moderado                    |
| 41          | Cuba                 | 512        | Moderado                    |
| 41          | Rusia                | 512        | Moderado                    |
| 43          | Albania              | 511        | Moderado                    |
| 44          | Ucrania              | 506        | Moderado                    |
| 45          | Macao                | 505        | Moderado                    |
| 46          | Bolivia              | 504        | Moderado                    |
| 47          | Georgia              | 503        | Moderado                    |
| 48          | República Dominicana | 499        | Bajo                        |
| 49          | Honduras             | 498        | Bajo                        |
| 50          | India                | 496        | Bajo                        |
| 51          | Armenia              | 494        | Bajo                        |
| 51          | Uruguay              | 494        | Bajo                        |
| 53          | Brasil               | 490        | Bajo                        |
| 54          | Túnez                | 489        | Bajo                        |
| 55          | Japón                | 487        | Bajo                        |
| 56          | El Salvador          | 483        | Bajo                        |
| 56          | Irán                 | 483        | Bajo                        |
| 56          | Panamá               | 483        | Bajo                        |
| 59          | Perú                 | 482        | Bajo                        |
| 60          | Nepal                | 480        | Bajo                        |
| 61          | Pakistán             | 478        | Bajo                        |
| 62          | Etiopía              | 477        | Bajo                        |
| 63          | Bangladés            | 476        | Bajo                        |
| 63          | Guatemala            | 476        | Bajo                        |
| 65          | Vietnam              | 473        | Bajo                        |
| 66          | EAU                  | 472        | Bajo                        |
| 67          | Venezuela            | 471        | Bajo                        |
| 68          | Sri Lanka            | 466        | Bajo                        |
| 69          | Turquía              | 465        | Bajo                        |
| 70          | Kuwait               | 461        | Bajo                        |
| 71          | Catar                | 459        | Bajo                        |
| 72          | Jordania             | 456        | Bajo                        |
| 73          | Nicaragua            | 455        | Bajo                        |
| 74          | Baréin               | 453        | Bajo                        |
| 74          | Indonesia            | 453        | Bajo                        |
| 74          | Marruecos            | 453        | Bajo                        |
| 77          | Colombia             | 448        | Muy bajo                    |
| 78          | Mongolia             | 446        | Muy bajo                    |
| 79          | Afganistán           | 445        | Muy bajo                    |
| 80          | Angola               | 444        | Muy bajo                    |
| 81          | Argelia              | 442        | Muy bajo                    |
| 82          | México               | 440        | Muy bajo                    |
| 83          | Egipto               | 437        | Muy bajo                    |
| 84          | Camboya              | 435        | Muy bajo                    |
| 85          | Sudán                | 434        | Muy bajo                    |
| 86          | Azerbaiyán           | 432        | Muy bajo                    |
| 87          | Siria                | 431        | Muy bajo                    |
| 88          | Uzbekistán           | 430        | Muy bajo                    |
| 89          | Camerún              | 419        | Muy bajo                    |
| 89          | Tailandia            | 419        | Muy bajo                    |
| 91          | Costa de Marfil      | 414        | Muy bajo                    |
| 92          | Kazajistán           | 412        | Muy bajo                    |
| 93          | Ecuador              | 411        | Muy bajo                    |
| 93          | Birmania             | 411        | Muy bajo                    |
| 95          | Ruanda               | 408        | Muy bajo                    |
| 96          | Kirguistán           | 405        | Muy bajo                    |
| 97          | Arabia Saudita       | 399        | Muy bajo                    |
| 98          | Omán                 | 398        | Muy bajo                    |
| 99          | Irak                 | 383        | Muy bajo                    |
| 100         | Tayikistán           | 381        | Muy bajo                    |